# Johannes Kneppelhout
Johannes Kneppelhout, född 8 januari 1814 i Leiden, död 8 november 1885 i Oosterbeek, var en nederländsk författare.
Kneppelhout behandlade i sina verk särskilt studentlivet vid universitetet i Leiden på 1840-talet. Av dessa kan nämnas Studententypen (1841) och Studentenleven (1844). Hans samlade skrifter utkom i tolv band 1861–1875.